# 議奏日次案
議奏日次案（ぎそうひなみあん）は、江戸時代に議奏が日々の公務に関して記述した公的日記のこと。

## 概要
議奏は定員4名で交代で1昼夜天皇に近侍して、各方面との連絡役にあたった。そのため、天皇の一日の動向は勿論のこと、各種の朝儀や公事、摂関や親王の任官・拝賀、公卿などの参内、事件や災害などの変事について知ることのできる立場にあった。その議奏が当番日にあった公務上の出来事を記したのが議奏日次案であった。本来は宮中の秘書であったが、新しく摂関に任命された者が引き継ぎの一環として供覧することが許されていた。
遅くても天和年間から書かれていたと考えられているが、現在では宝永6年（1709年）から王政復古に伴って議奏が廃止された慶応3年（1867年）の間に書かれたものの一部が原本あるいは写本の形で宮内庁書陵部や内閣文庫などに分散して所蔵されている。だが、かつてあった原本や写本の大半が安政元年（1854年）の火災によって焼失してしまったために残存しているのは全体の一部に過ぎず、かつ残った本の中には火災あるいはその際の消火作業によって焼損・湿損したままの状態で伝えられているものもある。